# دودانه‌ای
دودانه‌ای (نام علمی: Dichondra) نام یک سرده از خانواده پیچکیان است.